# أخي أينبك
غياث الدين أخي أينبك (الأرمنية: Yaxiayna Bēk، بالإغريقية الوسطى: Αχχὴς Ἀϊναπάκ، الفارسية: اخـی ایـنبـك) كان أمير إرزنجان من عام 1348 م حتى وفاته. يُعتقد أنه عضو في نقابة (أخوية) محلية، وقد سيطر على المنطقة ومدينة إرزنجان في شمال شرق الأناضول بعد شرائها من سلفه المجهول قبل عام 1348 م. كان مواليًا في البداية إلى علاء الدين آرتين (حكم 1343 - 1352 م) الضابط السابق في الدولة الإيلخانية، وأسس دولته المستقلة. وبعد وفاة آرتين، مارس أخي أينبك قدرًا من الاستقلال الذاتي ضمن سلطنة بني آرتين. شنّ حروبًا متعددة ضد الدول المسيحية المجاورة، وإمبراطورية طرابزون، ومملكة جورجيا. وُصفت وفاته بالشهادة، وخلفه بير حسين.

## الخلفية
بعد انسحاب الإمبراطورية البيزنطية من معظم الأناضول بعد معركة ملاذكرد، برزت سلالة منكوجكيون في المنطقة المحيطة بإرزنجان في أوائل القرن الثاني عشر. خضعت لاحقًا لسيطرة سلطنة الروم، وهي دولة إسلامية مركزها الأناضول، وشهدت ذروتها من أواخر القرن الثاني عشر حتى عام 1237 م. وصل الغزو المغولي إلى المنطقة تدريجيًا. ونهب الغزاة المغول بقيادة بايجو نويان إرزنجان ووصلوا إلى سيواس عام 1232 م. إن سلطان الروم المسلم كيخسرو الثاني (حكم 1237 - 1246 م) معانى ن هزيمة نكراء على يد الإمبراطورية المغولية في معركة جبل كوس في عام 1243 م. ومع انقسام الإمبراطورية المغولية، أسس هولاكو خان (حكم 1256–1265 م) الدولة الإيلخانية، التي نشأت في غرب آسيا. في هذه الأثناء، كانت إحدى بقايا الإمبراطورية البيزنطية المسيحية هي إمبراطورية طرابزون، التي تقع شمال إرزنجان. وعلى الرغم من أن طرابزون لم تحكم إرزنجان، إلا أن المدينة كانت لها روابط تجارية مهمة مع طرابزون، حيث كان يسكنها في الغالب الأرمن المسيحيون ولكن يديرها حاكم مسلم. وفي تاريخ غير معروف في النصف الأول من القرن الرابع عشر، خضعت إرزنجان لحكم علاء الدين آرتين (حكم 1343 - 1352 م)، الضابط الإلخاني السابق الذي استحوذ على قسم من أراضي الدولة الإيلخانية مع أفولها. وبعد انتصاره عام 1343 م في كارانبوك (بين إرزنجان وسيواس) على جيش جوبان بقيادة سليمان خان، أعلن آرتين استقلاله كسلطان على أراضيه، وسكّ عملاته الخاصة، وألقى الخطبة باسمه.

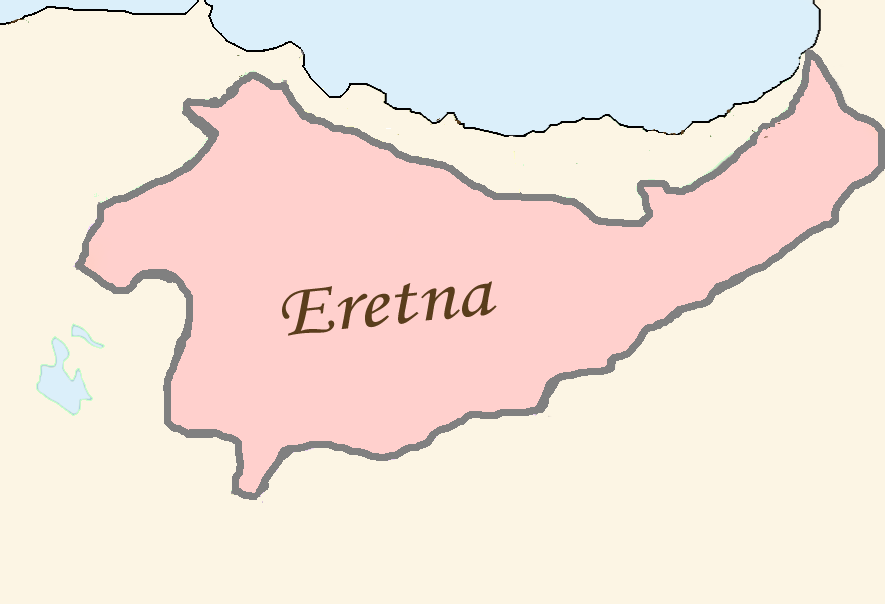
المدى التقريبي لمناطق إمارة بني آرتين

## الحكم
أقدم مسلم محلي (أخي) في النقابة الأخوية، يُدعى أخي أينبك (الأرمنية: Yaxiayna Bēk، بالإغريقية الوسطى: Αχχὴς Ἀϊναπάκ، الفارسية: اخـی ایـنبـك) بشراء سيطرته على إرزنجان من سلفه في وقت ما قبل عام 1348 م وفقًا لـ " كتاب الولائم والمعارك" الذي كتبه عزيز بن أردشير أسترابادي عام 1398 م. ظهر أخي أينبك لأول مرة في عام 1348 م كتابعة للآرتيين. وكتب المؤرخ الطرابزوني المعاصر ميخائيل باناريتوس أنه في حزيران 1348 م، قاد أخي أينبك هجومًا مشتركًا ضد إمبراطورية طرابزون مع تور علي بك (فرد من تركمان آق قويونلو) ومحمد ريكابدار (أمير بايبرد). عاد أخي أينبك إلى إرزنجان بعد ثلاثة أيام من الحملة التي أثبتت أنها غير حاسمة.
بعد وفاة آرتين، تُرك لأخي أينبك مزيدًا من الحكم الذاتي داخل الأراضي الآرتينية وحاول زيادة دائرة نفوذه. تذكر إحدى السجلات الأرمنية لعام 1355 أن أخي أينبك تعرض لهجوم من خوتشاي يالي، ومن المرجح أنه خوجا لطيف منبايبرد. في حزيران 1361 م، انطلق أخي أينبك في رحلة استكشافية إلى جورجيا. استولى فيها على أخالتسيخه وسامستسخه وأتسكوري، وأسر 12000 شخص، وجعل مانجليسي يدفع الجزية. وفي 6 آب 1361 م، واصل أخي أينبك رحلته في منطقة لازيكا، أي الأراضي الشرقية لإمبراطورية طرابزون. وفي تشرين الأول من ذلك العام، حاصر لكنه لم يتمكن من الاستيلاء على حصون جولاشا وكوكوس.
كان أخي أينبك حاكمًا لثلاث إمارات أخرى، وهي إمارات أرضروم وبايبرد وقره حصار. امتدت أراضيها الأساسية من سهل إرزنجان جنوبًا إلى وادي الفرات الأعلى بالقرب من جالتي. كانت كماخ تحت الإدارة المباشرة للحاكم الآرتيني بدلًا من أمير تابع (والٍ) للآرتيني مثل أخي أينبك. على الرغم من أن أينبك تصرف بشكل شبه مستقل في عهد غياث الدين محمد الأول الآرتيني (حكم. 1352–1354 م، ثم في 1355–1365 م) من سلطنة آرتين، تشير عملة آرتين التي سُكّت في إرزنجان من عام 1359 إلى أن الوضع التابع لأخي أينبك استمر ولم يُعلن الاستقلال أبدًا.
توفي أخي أينبك في 2-3 تموز 1362، ووُصف بالشهيد، مما يشير إلى وفاته العنيفة. وصل بير حسين، الذي كان في الأصل حاكم قره حصار، إلى إرزنجان في 8 حزيران 1362 وخلف أخي أينبك. "حصل بير حسين على الاستقلال" في 10 تموز، بعد أن اشتبك مع الأمراء الذين فروا إلى بايبرد وتاركان. وفي كتاب تاريخ التقويم للكاتب أبي بكر القطبي في القرن الرابع عشر، ذُكر أنه أمير زاده (والتي تعني ابن الأمير) عقب البيان حول وفاة أخي أينبك، مما يشير إلى احتمال أنه كان ابن أينبك. خلال فترة حكمه، بنى أخي أينبك تكية (مبنى للتجمعات الصوفية ) معروفة باسمه في مدينة إرزنجان.

## ملحوظات
1. ↑  أفاد باناريتوس بحصار غولاشا، وأنه استمر ستة عشر يومًا. استُخدمت بعض "آلات الحصار". ويذكر الكاتب أبو بكر القطبي، من القرن الرابع عشر، حصار كوكوس في كتابه "تاريخ التقويم".[10]

## فهرس
- Bryer، Anthony (1975). "Greeks and Türkmens: The Pontic Exception". Dumbarton Oaks Papers. ج. 29: 113–150. DOI:10.2307/1291371. ISSN:0070-7546. JSTOR:1291371. اطلع عليه بتاريخ 2023-12-19.
- Miroğlu, İsmet (1995). "Erzincan". دائرة المعارف الإسلامية التركية، المجلد 11 (Elbi̇stan – Eymi̇r) (بالتركية). إسطنبول: رئاسة الشؤون الدينية التركية، مركز الدراسات الإسلامية. pp. 318–321. ISBN:978-975-389-438-8.
- Peacock، Andrew Christian Spencer (2000). "Saljuqs iii. Saljuqs of Rum". في Yarshater، Ehsan (المحرر). Encyclopædia Iranica, Online Edition. Encyclopædia Iranica Foundation. اطلع عليه بتاريخ 2024-03-02.
- Shukurov، Rustam [بالروسية] (يونيو 1994). "Between Peace and Hostility: Trebizond and the Pontic Turkish Periphery in the Fourteenth Century". Mediterranean Historical Review. Routledge. ج. 9 ع. 1: 20–72. DOI:10.1080/09518969408569663. ISSN:0951-8967.
- Sinclair, T. A. [في ويكي بيانات] (31 Dec 1989). Eastern Turkey: An Architectural & Archaeological Survey (بالإنجليزية). Pindar Press. Vol. II. ISBN:978-0-907132-33-2. OCLC:16887803. Archived from the original on 2023-10-25.
- Yücel, Yaşar [بالتركية] (Oct 1971). "Mutahharten ve Erzincan Emirliği" [Mutahharten and the Emirate of Erzincan]. Belleten (بالتركية). 35 (140): 665–719. ISSN:2791-6472. Archived from the original on 2024-10-04. Retrieved 2023-12-19.